# 法靈頓鎮區 (伊利諾伊州傑佛遜縣)
法靈頓鎮區（英語：Farrington Township）是位於美國伊利諾伊州傑佛遜縣的一個行政鎮區。

## 地方資料
根據2010年美國人口普查的數據，法靈頓鎮區的面積為95.20平方千米，當中陸地面積為95.00平方千米，而水域面積為0.20平方千米。當地共有人口555人，而人口密度為每平方千米5.83人。